# Cade Cunningham
Cade Parker Cunningham (Arlington, 25 september 2001) is een Amerikaans basketballer.

## Carrière
Cunningham speelde collegebasketbal voor de Oklahoma State Cowboys tot in 2021 toen hij zich kandidaat stelde voor de NBA draft. Hij werd als eerste gekozen in de eerste ronde door de Detroit Pistons. Op 8 augustus 2021 maakte hij zijn debuut voor het team in de NBA Summer League tegen de Oklahoma City Thunder. Hij scoorde twaalf punten, zes rebounds en 2 assists in 26 minuten speeltijd. Hij werd derde in de stemming voor NBA Rookie of the Year achter Scottie Barnes en Evan Mobley. Hij werd ook verkozen tot NBA All-Rookie First Team.

## Privéleven
Zijn broer Cannen Cunningham was ook een profbasketballer en huidig basketbalcoach.

## Erelijst
- Rising Stars Challenge MVP: 2022
- NBA All-Rookie First Team: 2022

## Statistieken

### Regulier seizoen
| Seizoen  | Team            | WG | WS | MPW  | 2P%  | 3P%  | FW%  | RPW | APW | SPW | BPW | PPW  |
| -------- | --------------- | -- | -- | ---- | ---- | ---- | ---- | --- | --- | --- | --- | ---- |
| 2021/22  | Detroit Pistons | 64 | 64 | 32,6 | 41,6 | 31,4 | 84,5 | 5,5 | 5,6 | 1,2 | 0,7 | 17,4 |
| Carrière | Carrière        | 64 | 64 | 32,6 | 41,6 | 31,4 | 84,5 | 5,5 | 5,6 | 1,2 | 0,7 | 17,4 |